# Manorina
Manorina – rodzaj ptaków z rodziny miodojadów (Meliphagidae).

## Zasięg występowania
Rodzaj obejmuje gatunki występujące w Australii wraz z Tasmanią.

## Morfologia
Długość ciała 18–28 cm; masa ciała 24–60 g.

## Systematyka
Rodzaj zdefiniował w 1818 roku francuski ornitolog Louis Jean Pierre Vieillot w słowniku Nouveau dictionnaire d’histoire naturelle. Gatunkiem typowym jest miodożer zielony (Manorina melanophrys).

### Etymologia
- Manorina (Manorhina, Manorrhinus, Manorrhina): gr. μανος manos „wąski, cienki”; ῥις rhis, ῥινος rhinos „nozdrza”[10].
- Myzantha: gr. μυζαω muzaō „ssać”; ανθος anthos „kwiat”[11]. Typ nomenklatoryczny: Merops garrulus Latham, 1801 (= Gracula melanocephala Latham, 1801).
- Philanthus: gr. φιλος philos „miłośnik”; ανθος anthos „kwiat”[12]. Typ nomenklatoryczny: Merops albifrons Latham, 1801 (= Gracula melanocephala Latham, 1801).

### Podział systematyczny
Liczba gatunków w zależności od ujęcia systematycznego waha się od trzech do czterech; tutaj liczba gatunków za Kompletną listą ptaków świata:
- Manorina melanophrys (Latham, 1801) – miodożer zielony
- Manorina melanocephala (Latham, 1801) – miodożer maskowy
- Manorina flavigula (Gould, 1840) – miodożer białorzytny